# 五月十五日城
五月十五日城（阿拉伯语：مدينة 15 مايو），埃及东北部开罗省西部城市，位于尼罗河三角洲南部，开罗以西35公里，赫勒万市以东。五月十五日城建立于1978年，主要建设目的是为了解决住房不足的问题，该地已经完成了1.8万个住房单元，